# Roman Prokoph
Roman Prokoph (* 6. August 1985 in Berlin) ist ein ehemaliger deutscher Fußballspieler.

## Karriere
Er begann in der Jugend vom Adlershofer BC mit dem Fußballspielen und wechselte 1995 in die Nachwuchsabteilung des 1. FC Union Berlin, wo er bis ins Jahr 2005 spielte. Nach einer kurzen Zwischenstation beim Oberligisten Ludwigsfelder FC wechselte Prokoph im Sommer 2006 für die nächsten zwei Jahre zum FC St. Pauli. Im Sommer 2008 schloss er sich dem VfL Bochum an, wo er zunächst nur in der 2. Mannschaft zum Einsatz kam und in 31 Regionalligaspielen 12 Tore erzielte. Am 22. November 2009 feierte der Stürmer sein Bundesliga-Debüt unter Trainer Heiko Herrlich beim 1:0-Sieg gegen den Hamburger SV. In dieser und auch in der folgenden Saison kam er jedoch nur phasenweise zum Einsatz und kam in 25 Partien im Profifußball nicht zum Torerfolg. Die Rückrunde der Saison 2010/11 spielte er ausschließlich in der Regionalliga West.
Zur Saison 2011/12 wechselte Prokoph nach Österreich zum Kapfenberger SV. In der Winterpause 2011/12 wechselte er in die deutsche dritte Liga zur SpVgg Unterhaching, wo er am 4. Februar 2012 unter Trainer Heiko Herrlich im Spiel gegen den Chemnitzer FC  sein Debüt gab, als er in der 69. Spielminute für Janik Haberer eingewechselt wurde.
Im Juli 2012 gab Sportfreunde Lotte die Verpflichtung von Prokoph mit einer Vertragslaufzeit bis zum 30. Juni 2013 bekannt. Zur Saison 2013/14 wechselte er zum VfL Osnabrück, verließ den Verein aber bereits nach einem halben Jahr wieder und schloss sich der zweiten Mannschaft von Hannover 96 an. Dort spielte er zweieinhalb Jahre in der Regionalliga Nord, ehe er zur Reserve des 1. FC Köln wechselte. Mit dem 1. FC Köln II spielte er drei Saisons in der Regionalliga West und schoss, wie zuvor für Hannover 96, wieder 39 Tore.
Zur Saison 2019/20 wechselte Prokoph innerhalb in der Stadt zum SC Fortuna Köln, der jüngst in die Regionalliga seines Vorvereins abgestiegen war.
Anschließend wechselte er zur Saison 2021/22 zum Wuppertaler SV und erhielt dort einen Zweijahresvertrag.
Nach der Saison 2022/23 beendete Prokoph seine Profikarriere.
Am 30. Januar 2024 unterschrieb er beim Kirchheimer SC.

## Erfolge
- 1× Landespokalsieger Hamburg (2007/08) mit dem FC St. Pauli II[7]